# 요동 정벌
요동 정벌(遼東 征伐)은 1388년(우왕 12년) 명나라가 철령 이북 지역에 철령위를 설치하려는 것에 반발하여 고려가 요동을 경략(經略)하기 위해 일으킨 전쟁이다. 그러나, 이는 위화도 회군으로 이어져 고려를 멸망시키는 결과를 가져왔다.
조선 건국 후 태조 이성계와 정도전 역시 요동 정벌을 계획하였으나, 제1차 왕자의 난으로 실행되지 못했다.

## 배경

### 요동 문제
요동은 중국 요하(遼河)의 동쪽 지방으로, 요동반도(랴오둥반도)를 중심으로 한 이 일대는 예맥족과 한족(漢族), 산융등 북방 민족 사이의 쟁탈 지역이 되어 왔다. 본래 고조선의 영역이었으나, 고조선이 기원전 290년경에 연나라 장수 진개와의 전쟁에 패해 서쪽 경계가 요령에서 동쪽으로 이동함으로써 삼국형성기 이후 요하 동쪽이 한민족의 영역이 되었다. 전국시대 후반에 연나라가 고조선을 침략해 이 지방을 점령한 후, 진나라가 중국을 통일하면서 진나라의 영토가 되었다.
한나라는 여기에 요동군(遼東郡)을 설치하였는데, 313년에 고구려의 미천왕이 한사군을 몰아내고 402년에 광개토대왕이 요동을 수복함으로써 고구려의 영토가 되었다. 고구려는 요양에 요동성을 쌓고 한족(漢族)과 북방 민족을 방어하는 요새지로 삼았다. 612년에 수 양제가 대군을 이끌고 공격하였으나 함락시키지 못하고 돌아갔다. 645년에는 당 태종이 요동성을 함락시켰으나, 안시성(安市城)에서 격퇴되어 물러났다. 668년에 고구려가 멸망한 후 요동은 당나라의 지배하에 들어갔다.
698년에 건국된 발해가 요동을 경략하여 200여년간 발해의 영토로 들어갔다. 926년에 발해가 멸망하면서 한민족 영역을 빼앗기게 되었으며 요나라의 영토가 되었고, 이후 금나라, 원나라가 지배하였으며 고려가 1370년 오녀산성을 수복했으며 11월 4일 요동성을 수복했지만 결국 군량미 지원이 불가능해서 철수했다.

### 철령위 문제
원·명 교체기에 명나라는 요동도지휘사사(遼東都指揮使司)를 두어 요동을 포함한 만주 경략을 꾀하였는데, 그 과정에서 고려와 여러 가지 알력이 생기게 되었다. 고려는 1356년(공민왕 5년)에 철령을 넘어 쌍성총관부를 수복하고, 이후 관서 지방(關西地方)과 관북 지방(關北地方) 북쪽으로 영토를 넓혀가고 있었다.
1369년(공민왕 18년) 음력 12월 고려에서는 이인임을 총지휘관으로 하여 원나라의 동녕부를 치게 하였다. 동북면 원수 이성계는 1370년 음력 1월 압록강과 훈강(파저강, 婆猪江)을 건너 이오로티무르(李吾魯帖木兒)가 지키는 우라산성(于羅山城)을 포위 공격하여 항복을 받았으며, 같은 해 11월에는 서북면 원수 지용수와 합세하여 요동의 중심지인 요양(遼陽)을 공격하여 성을 빼앗았다. 그러나 이는 고려의 장기적인 점령으로 이어지지 못했고, 부근 주민들에게 고려에 귀순할 것을 권고하고 회군하였다.
이 과정에서 고려는 외교적으로 반원친명 정책을 폈다. 그러나, 공민왕 사후 요동을 점령한 명나라가 상당한 군사력을 가진 고려를 견제하기 위해 감당키 어려운 세공(歲貢)을 요구하면서 고려와 명의 관계가 틀어졌다. 1387년(우왕 13년), 명나라가 고려 사신의 입국을 거부하였고, 이에 따라 1388년 음력 2월 귀국한 설장수(楔長壽)는 '명(明)이 철령(鐵嶺) 이북의 땅을 차지하려 한다'고 전하였다. 1388년(우왕 14년) 음력 3월, 명나라가 철령위 설치에 착수했다는 보고를 받은 우왕은 8도의 정예 병사 징발을 명령하고, 스스로 평안도로 행차하겠다고 나서면서 요동 공격 준비를 본격화하였다. 고려 조정은 막강한 신흥세력인 명나라와의 외교적 타협으로 문제를 해결할 것을 주장하는 주화파(主和派)와 명나라의 지나친 요구에 반감을 품고 북원과 손을 잡고 요동(遼東)을 쳐서 명나라에 본때를 보이는 실력행사를 하자는 주전파(主戰派)로 의견이 갈렸다.

## 경과
농사철을 앞둔 군사 징발에 왜구의 침탈 등으로 어려움을 겪던 백성들의 원성(怨聲)은 이인임·임견미·염흥방 일파의 전횡시대보다 더 컸다. 그러나, 시중(侍中) 최영(崔瑩)은 팔도도통사(八道都統使)가 되어 음력 4월에 주전론(主戰論)을 지지하는 우왕과 더불어 평양으로 떠났고, 조민수를 좌군도통사(左軍都統使), 이성계를 우군도통사(右軍都統使)로 하여 좌우군 3만8,830명 등 5만여 병력(10만명이라는 설도 있음)을 요동으로 떠나게 하였다.
우왕이 봉산에 가서 최영과 이성계를 불러 처음 요동 정벌 계획을 알렸을 때(음력 4월 1일), 이미 이성계는 네 가지 이유를 들어 이를 반대했으나 우왕은 묵살했다.
이때 이성계 일파의 4불가론(四不可論)은 다음과 같다.
1. 작은 나라가 큰 나라를 거역하는 것 (以小逆大)
2. (농번기인) 여름에 출병하는 것 (夏月發兵)
3. 원정군이 나가면 왜구가 그 빈틈을 노릴 염려가 있는 것 (擧國遠征, 倭乘其虛)
4. 장마철에는 활이 제 기능을 발휘하지 못하고 전염병 발생의 우려가 있는 것 (時方暑雨, 弓弩膠解, 大軍疾疫)

우왕과 최영은 반대여론을 억누르고 출병을 강행하였다.
우왕은 직접 평양에 머물며 군사 징발을 독려하고, 좌군과 우군을 정비하였으며 압록강의 부교(浮橋)를 설치하는 것을 지휘하였다. 전국의 승도를 징발하여 요동정벌군을 편성하여 최영을 총도통사, 이성계와 조민수를 좌군도통사, 우군도통사로 임명하여 출정하게 하였다. 4만여명의 군대가 평양을 떠나 요동으로 진격하려 할 때, 우왕은 정작 최영의 출장을 막고 자신의 곁에 남아 보호해줄 것을 청하였다.
4월 18일, 고려는 전국에서 좌우군 3만8,830명, 수송대 1만1,634명, 말 2만1,682필을 동원해 요동 정벌에 나섰고, 우왕이 직접 평양까지 나가 격려하였다.
5월 22일, 압록강의 위화도에서 우군도통사였던 이성계가 좌군도통사인 조민수를 회유하여 전군(全軍)을 회군시켰다.(→위화도 회군)
당시 성주(成州, 평안남도 성천군)의 온천에 머물고 있던 우왕은 이성계가 군대를 이끌고 개경으로 말머리를 돌려 회군한다는 소식을 듣고 급히 대동강을 건너 개경으로 돌아왔으며 성난 군사들을 회유하였다.
개경을 점령한 이성계 일파는 최영의 군대를 물리치고 최영을 내어줄 것을 청한 뒤, 고봉현으로 유배보낸 뒤 이후 처형하였다. 우왕은 군사들을 다독이며 한편으로는 이성계를 급습하려 하였으나 실패하였다.
1388년 6월 8일, 우왕은 마침내 이성계에 의해 폐위되어 강화로 쫓겨났다.

## 의의
이 사건은 고려의 테두리 안에서 개혁을 통해 나라를 재건하려던 최영을 대표로 하는 보수 세력(권문세족, 문벌귀족, 불교)과 이성계를 중심으로 새로운 나라를 꿈꾸는 신진 세력(신흥 무인, 신진사대부, 유교)의 충돌이 빚은 사건이었다. 이 사건 이후 고려의 권력을 장악한 이성계는 4년 뒤 조선을 건국하였다.

## 같이 보기
- 최영
- 이성계
- 고려 우왕
- 위화도 회군
- 명의 나하추 정벌